# A Dal
A Dal (dosł. Piosenka) – coroczny konkurs muzyczny organizowany od 2012 przez węgierską sieć telewizyjno-radiową MTVA. Program w latach 2012–2019 miał na celu wyłonienie reprezentanta kraju w Konkursie Piosenki Eurowizji.
W latach 2012–2015 za transmisję koncertów odpowiadała stacja M1, a od 2016 – Duna. Od 2012 program transmitowany jest również przez kanał Duna World.
O wynikach każdego z koncertów decydują zarówno jurorzy, jak i telewidzowie.

## Format
Konkurs podzielony jest na kilka etapów: dwa półfinały oraz finał. W związku z dużym zainteresowaniem wykonawców udziałem w konkursie, od 2013 organizowane są także trzy rundy ćwierćfinałowe.
W każdym z koncertów ćwierćfinałowych bierze udział po dziesięciu wykonawców, spośród których sześć kwalifikuje się do półfinałów, w tym trzy najlepiej ocenione przez jurorów oraz trzy z największą liczbą głosów telewidzów. W każdym z dwóch półfinałów bierze udział po dziewięciu uczestników, spośród których do finału awans uzyskuje po czterech z nich: dwóch faworytów jurorów i dwóch faworytów telewidzów.
W finale bierze udział ośmiu wykonawców, zaś zwycięzca wyłaniany jest w dwuetapowym głosowaniu: w pierwszej rundzie głosy oddają jurorzy, wybierając tym samym czterech najlepszych wykonawców, którzy wezmą udział w głosowaniu telewidzów.

## Prowadzący i jurorzy
| Prowadzący          | Sezony | Sezony | Sezony | Sezony | Sezony | Sezony | Sezony | Sezony |
| Prowadzący          | 2012   | 2013   | 2014   | 2015   | 2016   | 2017   | 2018   | 2019   |
| ------------------- | ------ | ------ | ------ | ------ | ------ | ------ | ------ | ------ |
| Bogi Dallos         |        |        |        |        |        |        |        | ●      |
| Freddie             |        |        |        |        |        |        | ●      | ●      |
| Krisztina Rátonyi   |        |        | ●      |        |        | ●      | ●      |        |
| Csilla Tatár        |        |        |        | ●      | ●      | ●      |        |        |
| Levente Harsányi    |        |        | ●      | ●      | ●      | ●      |        |        |
| Gábor Gundel Takács | ●      | ●      | ●      |        |        |        |        |        |
| Zsóka Kapócs        | ●      |        |        |        |        |        |        |        |
| Éva Novodomszky     |        | ●      | ●      |        |        |        |        |        |
| Márton Buda         |        | ●      |        |        |        |        |        |        |
| Jurorzy             | Sezony | Sezony | Sezony | Sezony | Sezony | Sezony | Sezony | Sezony |
| Jurorzy             | 2012   | 2013   | 2014   | 2015   | 2016   | 2017   | 2018   | 2019   |
| Feró Nagy           |        |        |        |        |        |        |        | ●      |
| Lilla Vincze        |        |        |        |        |        |        |        | ●      |
| Misi Mező           |        |        |        |        |        |        | ●      | ●      |
| Miklós Both         |        |        |        |        | ●      | ●      | ●      | ●      |
| Judit Schell        |        |        |        |        |        |        | ●      |        |
| Károly Frenreisz    |        |        |        |        | ●      | ●      | ●      |        |
| Caramel             |        |        |        |        |        | ●      |        |        |
| Zséda               |        |        |        |        | ●      | ●      |        |        |
| Pierrot             |        |        |        | ●      | ●      |        |        |        |
| Philip Rákay        | ●      | ●      | ●      | ●      |        |        |        |        |
| Jenő Csiszár        | ●      | ●      | ●      | ●      |        |        |        |        |
| Viktor Rakonczai    | ●      | ●      |        |        |        |        |        |        |
| Kati Wolf           | ●      |        |        |        |        |        |        |        |
| Csaba Walkó         |        | ●      |        |        |        |        |        |        |
| Magdi Rúzsa         |        | ●      | ●      | ●      |        |        |        |        |
| Kati Kovács         |        |        | ●      |        |        |        |        |        |

## Zwycięzcy
Pierwszym zwycięzcą formatu A Dal został zespół Compact Disco z piosenką „Sound of Our Hearts”, która zajęła dwudzieste czwarte miejsce w finale 57. Konkursu Piosenki Eurowizji w 2012 roku.
Zwycięzcą eliminacji, który osiągnął największy sukces podczas Konkursu Piosenki Eurowizji, jest András Kállay-Saunders, który w 2014 roku zajął piąte miejsce z utworem „Running” w finale 59. Konkursu Piosenki Eurowizji. Tym samym uzyskał on drugi najwyższy wynik w historii startów węgierskiego nadawcy w widowisku.
| Rok  | Utwór                        | Wykonawca                 | Autor(zy)                                           | Finał                               | Punkty                              | Półfinał                            | Punkty                              |                                     |
| ---- | ---------------------------- | ------------------------- | --------------------------------------------------- | ----------------------------------- | ----------------------------------- | ----------------------------------- | ----------------------------------- | ----------------------------------- |
| 2012 | „Sound of Our Hearts”        | Compact Disco             | Behnam Lotfi, Csaba Walkó, Attila Sándor, Gábor Pál | 24. miejsce                         | 19                                  | 10                                  | 52                                  |                                     |
| 2013 | „Kedvesem (Zoohacker Remix)” | ByeAlex                   | Alex Márta, Zoltán Palásti Kovács „Zoohacker”       | 10. miejsce                         | 84                                  | 8                                   | 66                                  |                                     |
| 2014 | „Running”                    | András Kállay-Saunders    | András Kállay-Saunders, Krisztián Szakos            | 5. miejsce                          | 143                                 | 3                                   | 127                                 |                                     |
| 2015 | „Wars for Nothing”           | Boggie                    | Boglárka Csemer, Áron Sebestyén, Sára Hélène Bori   | 20. miejsce                         | 19                                  | 8                                   | 67                                  |                                     |
| 2016 | „Pioneer”                    | Freddie                   | Szabó Zé, Borbála Csarnai                           | 19. miejsce                         | 108                                 | 4                                   | 197                                 |                                     |
| 2017 | „Origo”                      | Joci Pápai                | Joci Pápai                                          | 8. miejsce                          | 200                                 | 2                                   | 231                                 |                                     |
| 2018 | „Viszlát nyár”               | AWS                       | Örs Siklósi                                         | 21. miejsce                         | 93                                  | 10                                  | 111                                 |                                     |
| 2019 | „Az én apám”                 | Joci Pápai                | Joci Pápai, Caramel                                 | –                                   | –                                   | 12                                  | 97                                  |                                     |
| 2020 | „Mostantól”                  | Gergő Rácz & Reni Orsovai | Máté Bella, Szabolcs Hujber, Gergő Rácz             | Kraj nie bierze udziału w konkursie | Kraj nie bierze udziału w konkursie | Kraj nie bierze udziału w konkursie | Kraj nie bierze udziału w konkursie | Kraj nie bierze udziału w konkursie |
| 2021 | „Egyetlen szó”               | Kaukázus                  | János Kardos-Horváth, Tamás Kontor                  | Kraj nie bierze udziału w konkursie | Kraj nie bierze udziału w konkursie | Kraj nie bierze udziału w konkursie | Kraj nie bierze udziału w konkursie | Kraj nie bierze udziału w konkursie |
| 2022 | „Nem adom el”                | Ibolya Oláh               | Sándor Födő / György Hegyi, Vivien Csakmag          | Kraj nie bierze udziału w konkursie | Kraj nie bierze udziału w konkursie | Kraj nie bierze udziału w konkursie | Kraj nie bierze udziału w konkursie | Kraj nie bierze udziału w konkursie |